# Willi Graf
Willi Graf (Euskirchen, 2 gennaio 1918 – Monaco di Baviera, 12 ottobre 1943) è stato un attivista cattolico tedesco, membro dell'organizzazione d'ispirazione cristiana di opposizione al regime nazista chiamata Rosa Bianca.

## Biografia
Nacque a Kuchenheim, nei pressi di Euskirchen, nella regione della Renania Settentrionale-Vestfalia, in una famiglia borghese di radici fortemente cattoliche. Cresciuto in ambienti legati alla religione di appartenenza, da adolescente era membro del Bund Neudeutschland, un gruppo giovanile cattolico che fu sciolto, come molte altre associazioni invise al regime, per lasciare spazio solo alle organizzazioni giovanili filonaziste.
Si unì allora al movimento Grauer Orden ("Ordine Grigio"), una associazione di ispirazione cattolica e con idee antinaziste (sfuggito per un certo periodo ai censori del regime, perché "camuffato" in una sorta di circolo filosofico-intellettuale) per poter coltivare il suo spirito profondamente credente e contrario al nazionalsocialismo. Presto però anche il Grauer Orden venne messo sotto osservazione e i suoi membri, tra cui Graf, vennero condannati ai lavori forzati in organizzazioni statali.
Fu liberato dopo poco grazie ad un'amnistia generale, e venne arruolato allo scoppio della seconda guerra mondiale nel reparto sanitario, in qualità di studente di medicina, e impiegato sui vari fronti di guerra. Inviato in Russia, incontrò e divenne presto amico di Hans Scholl, Alexander Schmorell e Jürgen Wittenstein, membri del movimento d'ispirazione cristiana la Rosa Bianca. Nel 1942 decise di entrare a far parte del gruppo, avendo la percezione netta dell'inconciliabilità del messaggio cristiano con l'ideologia hitleriana.
Catturato nel febbraio del 1943 con la sorella Anneliese, venne processato dal Tribunale del Popolo, presieduto da Roland Freisler, e condannato a morte. La condanna fu eseguita con la ghigliottina il 12 ottobre 1943, dopo sei mesi di isolamento nella prigione di Stadelheim di Monaco di Baviera, e dopo vari ma vani tentativi di fargli confessare, sotto tortura, i nomi degli altri membri del gruppo.